# Álmacskacápa
Az álmacskacápa (Pseudotriakis microdon) a porcos halak (Chondrichthyes) osztályába, a kékcápaalakúak (Carcharhiniformes) rendjébe és álmacskacápafélék (Pseudotriakidae) családjába tartozó Pseudotriakis nem egyetlen faja.

## Előfordulása
Az Atlanti-óceánban él. A közepes mélységű vizek lakója, 200 és 1500 méter között fordul elő.

## Megjelenése
Testhossza 270-300 centiméter. A hím mérete kisebb.